# Tarentaise (Loire)
Pour les articles homonymes, voir Tarentaise.
Tarentaise, ou Tarentaize, est une commune française située dans le département de la Loire, en région Auvergne-Rhône-Alpes. Ce village est notamment réputé pour ses balades et son sentier des planètes qui rassemblent des milliers de fidèles chaque année.

## Géographie
Communes limitrophes :

### Climat
Pour des articles plus généraux, voir Climat d'Auvergne-Rhône-Alpes et Climat de la Loire.
En 2010, le climat de la commune est de type climat océanique altéré, selon une étude du Centre national de la recherche scientifique s'appuyant sur une série de données couvrant la période 1971-2000. En 2020, Météo-France publie une typologie des climats de la France métropolitaine dans laquelle la commune est exposée à un climat de montagne ou de marges de montagne et est dans la région climatique Nord-est du Massif Central, caractérisée par une pluviométrie annuelle de 800 à 1 200 mm, bien répartie dans l’année.
Pour la période 1971-2000, la température annuelle moyenne est de 7,6 °C, avec une amplitude thermique annuelle de 15,7 °C. Le cumul annuel moyen de précipitations est de 1 056 mm, avec 10,5 jours de précipitations en janvier et 7,2 jours en juillet. Pour la période 1991-2020, la température moyenne annuelle observée sur la station météorologique installée sur la commune est de 8,5 °C et le cumul annuel moyen de précipitations est de 1 128,3 mm,. Pour l'avenir, les paramètres climatiques de la commune estimés pour 2050 selon différents scénarios d'émission de gaz à effet de serre sont consultables sur un site dédié publié par Météo-France en novembre 2022.
| Mois                                  | jan.             | fév.          | mars           | avril         | mai           | juin            | jui.           | août         | sep.          | oct.          | nov.             | déc.         | année      |
| ------------------------------------- | ---------------- | ------------- | -------------- | ------------- | ------------- | --------------- | -------------- | ------------ | ------------- | ------------- | ---------------- | ------------ | ---------- |
| Température minimale moyenne (°C)     | −2,6             | −2,8          | −0,4           | 2             | 5,8           | 9,3             | 11,1           | 11,1         | 7,9           | 5,3           | 1                | −1,6         | 3,8        |
| Température moyenne (°C)              | 0,8              | 1,1           | 4,2            | 7,1           | 11            | 15              | 17,1           | 17,1         | 13,1          | 9,5           | 4,5              | 1,7          | 8,5        |
| Température maximale moyenne (°C)     | 4,3              | 5             | 8,8            | 12,1          | 16,2          | 20,6            | 23,2           | 23,1         | 18,3          | 13,7          | 7,9              | 5            | 13,2       |
| Record de froid (°C) date du record   | −21,5 12.01.1987 | −19 05.02.12  | −19,5 01.03.05 | −9 07.04.08   | −5 15.05.1995 | −0,5 04.06.1989 | 2,5 24.07.1999 | 0 29.08.1986 | −2 30.09.1995 | −9,5 26.10.03 | −14,5 23.11.1988 | −16 15.12.01 | −21,5 1987 |
| Record de chaleur (°C) date du record | 20,1 01.01.22    | 20 24.02.1990 | 22,7 17.03.04  | 24,4 30.04.05 | 29 23.05.09   | 35,8 27.06.19   | 35 20.07.03    | 35 12.08.03  | 31 14.09.1987 | 25,8 08.10.23 | 21 01.11.1989    | 19 31.12.21  | 35,8 2019  |
| Précipitations (mm)                   | 75,5             | 60,3          | 64,6           | 99,1          | 122,2         | 97,3            | 93,6           | 83,5         | 102,5         | 126,7         | 126,1            | 76,9         | 1 128,3    |

## Urbanisme

### Typologie
Au 1er janvier 2024, Tarentaise est catégorisée commune rurale à habitat dispersé, selon la nouvelle grille communale de densité à sept niveaux définie par l'Insee en 2022.
Elle est située hors unité urbaine. Par ailleurs la commune fait partie de l'aire d'attraction de Saint-Étienne, dont elle est une commune de la couronne,. Cette aire, qui regroupe 105 communes, est catégorisée dans les aires de 200 000 à moins de 700 000 habitants,.

## Politique et administration
| Période                                  | Période                     | Identité        | Étiquette | Qualité |
| ---------------------------------------- | --------------------------- | --------------- | --------- | ------- |
| Les données manquantes sont à compléter. |                             |                 |           |         |
| Juin 2008                                | Juin 2020                   | Evelyne Estelle |           |         |
| Juin 2020                                | En cours (au Décembre 2021) | Mireille Tardy  |           |         |

## Démographie
L'évolution du nombre d'habitants est connue à travers les recensements de la population effectués dans la commune depuis 1793. Pour les communes de moins de 10 000 habitants, une enquête de recensement portant sur toute la population est réalisée tous les cinq ans, les populations de référence des années intermédiaires étant quant à elles estimées par interpolation ou extrapolation. Pour la commune, le premier recensement exhaustif entrant dans le cadre du nouveau dispositif a été réalisé en 2006.

En 2022, la commune comptait 509 habitants, en évolution de +7,61 % par rapport à 2016 (Loire : +1,32 %, France hors Mayotte : +2,11 %).
| 1793 | 1800 | 1806 | 1821 | 1831 | 1836 | 1841 | 1846 | 1851 |
| ---- | ---- | ---- | ---- | ---- | ---- | ---- | ---- | ---- |
| 420  | 323  | 359  | 477  | 545  | 499  | 514  | 510  | 522  |

| 1856 | 1861 | 1866 | 1872 | 1876 | 1881 | 1886 | 1891 | 1896 |
| ---- | ---- | ---- | ---- | ---- | ---- | ---- | ---- | ---- |
| 450  | 440  | 439  | 390  | 405  | 375  | 432  | 395  | 415  |

| 1901 | 1906 | 1911 | 1921 | 1926 | 1931 | 1936 | 1946 | 1954 |
| ---- | ---- | ---- | ---- | ---- | ---- | ---- | ---- | ---- |
| 415  | 392  | 349  | 289  | 258  | 253  | 252  | 220  | 213  |

| 1962 | 1968 | 1975 | 1982 | 1990 | 1999 | 2006 | 2011 | 2016 |
| ---- | ---- | ---- | ---- | ---- | ---- | ---- | ---- | ---- |
| 175  | 142  | 155  | 293  | 330  | 412  | 456  | 449  | 473  |

| 2021 | 2022 | - | - | - | - | - | - | - |
| ---- | ---- | - | - | - | - | - | - | - |
| 500  | 509  | - | - | - | - | - | - | - |

## Culture locale et patrimoine

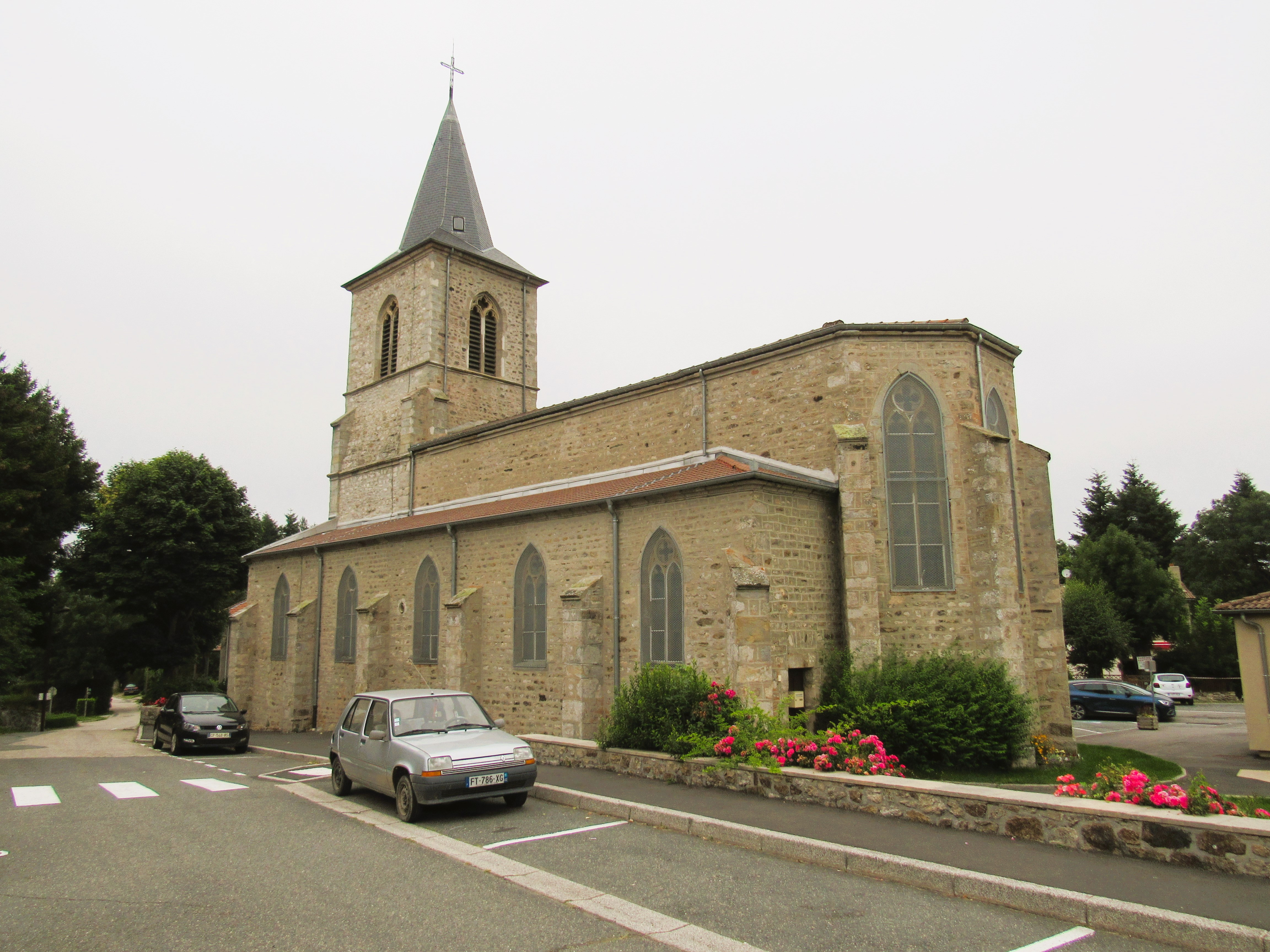
Église Saint-Roch

### Lieux et monuments
- Église Saint-Roch
- Pont Souvignet, qui enjambe la rivère Furan, est un point de départ important de randonnées.
- Sapin géant, planté au au XVIIe siècle, mesure 43,4 mètres de haut, 4,32 mètres de circonférence pour un volume total de 27,6 mètres cube.
- Sentier des planètes
- Le Vieux Frêne (bar-restaurant, unique commerce du village).

### Personnalités liées à la commune
- Le pape Innocent V, natif de la commune, vers 1225.